# Adriatica di Navigazione

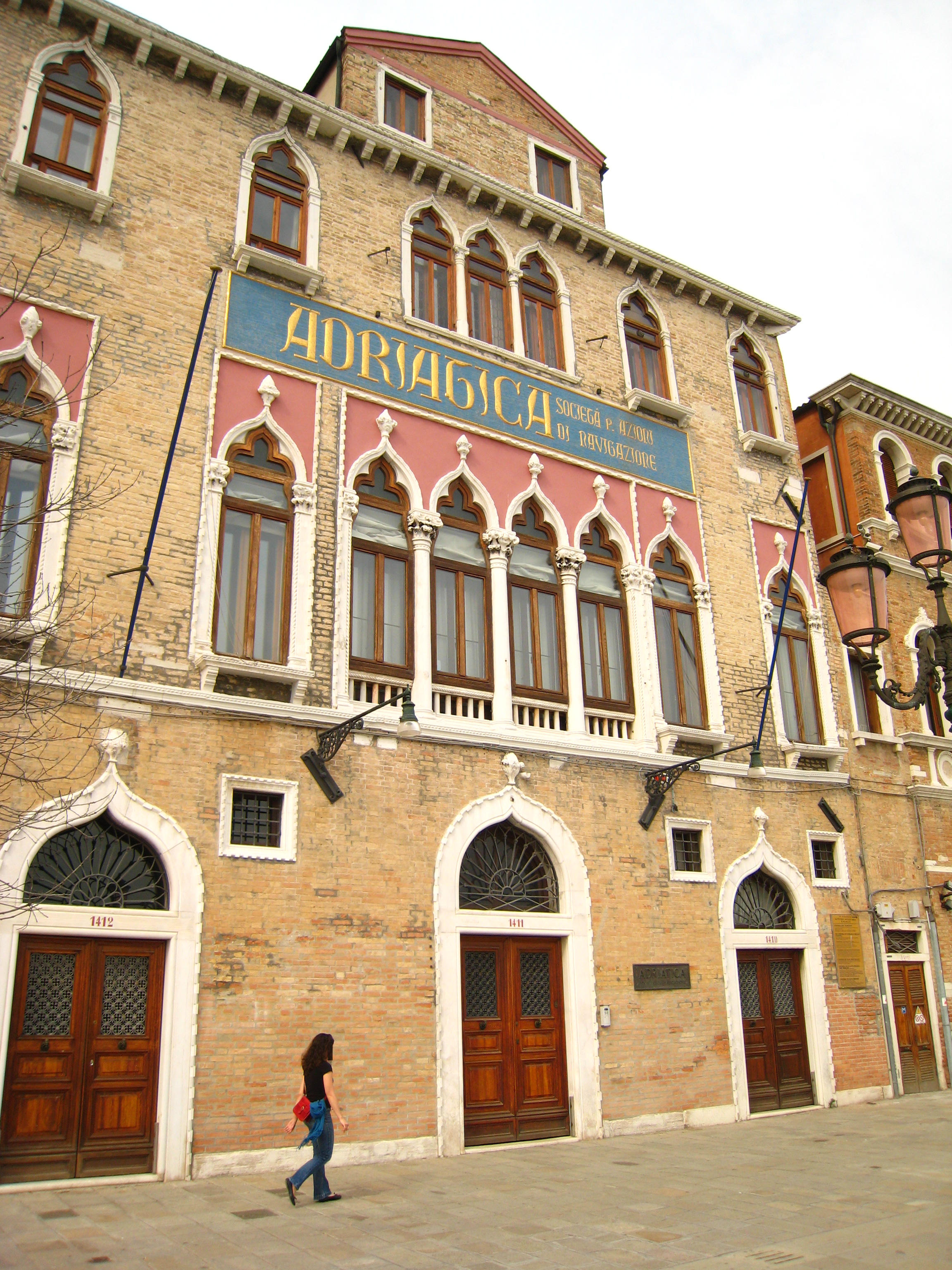
Palazzo dell'Adriatica a Venezia.

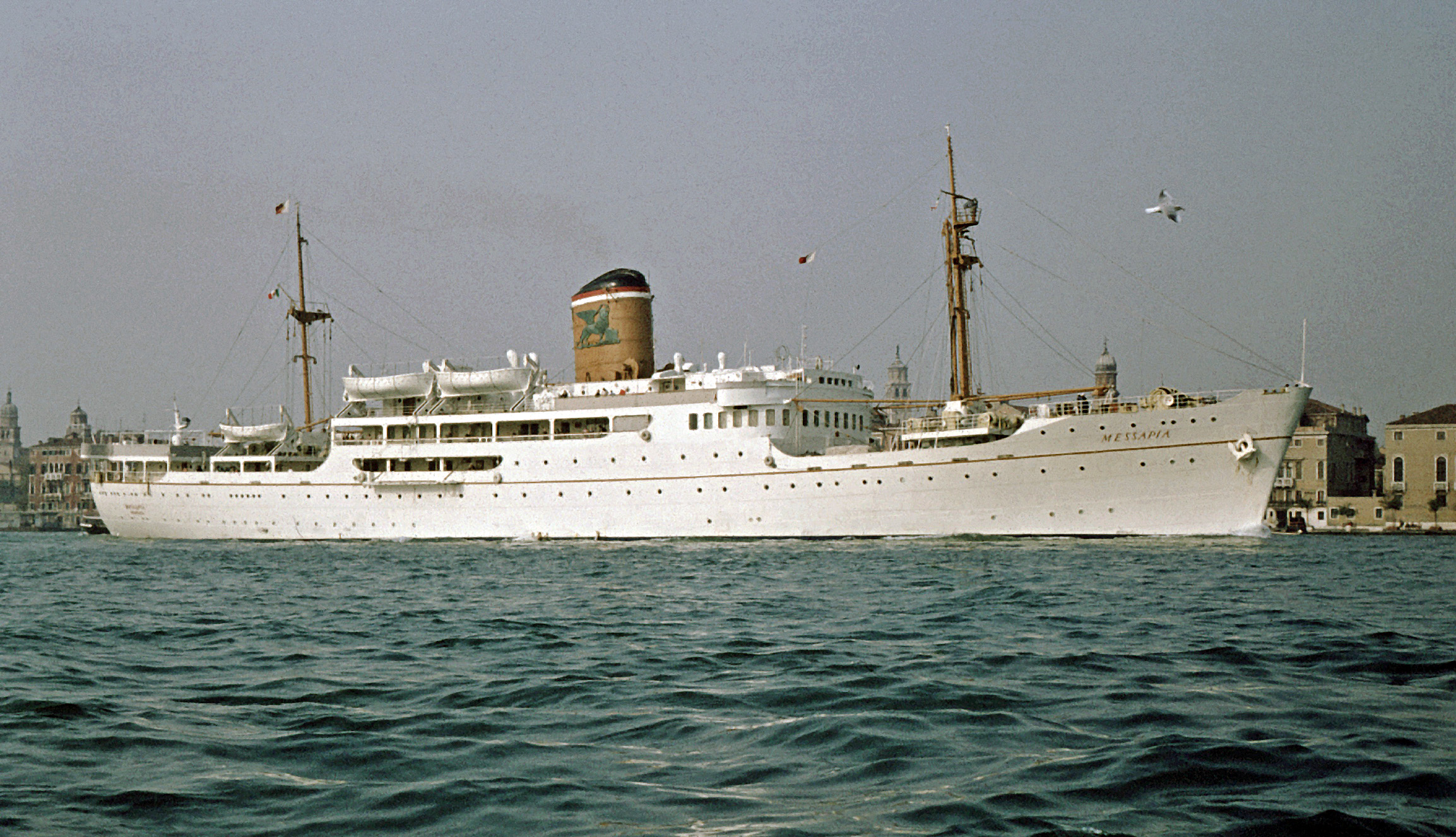
La Messapia a Venezia nel 1972.

L'Adriatica di Navigazione è stata una società dell'IRI - Finmare. Costituita nel 1936, traeva le sue origini dall'Adriatica Società Anonima di Navigazione, compagnia costituita nel 1932 riunendo alcune compagnie di navigazione private: Società San Marco, Costiera di Fiume, Zaratina, Nautica di Fiume, S.A.I.M. di Ancona e Puglia di Bari.
Si occupava dei collegamenti merci e passeggeri tra l'Italia e Jugoslavia, Albania, Grecia, Egitto e Turchia, ed inoltre serviva con traghetti e aliscafi anche le Isole Tremiti e la Regione istriana.
Nei primi anni '60 la compagnia, in collaborazione con la greca Hellenic Mediterranean Lines, diede inizio ai collegamenti con navi traghetto Ro-Ro nell'Adriatico, inserendo nel maggio 1961 la nuova Appia sulla linea Brindisi - Igoumenitsa - Corfù - Patrasso insieme alla greca Egnatia.
L'Adriatica aveva sede alle Zattere e come marchio utilizzava il leone di San Marco.
Tutte le navi sono state gradualmente vendute o smantellate, riducendo man mano le linee servite, considerate non necessarie ai fini pubblici. Alcune unità di più recente costruzione sono state cedute alla Tirrenia e all'allora controllata Siremar.
Confluita totalmente in Tirrenia nel novembre 2004, l'Adriatica ne diventa una semplice divisione che, con una flotta di due traghetti tutto merci (Espresso Ravenna ed Espresso Catania) e un traghetto veloce (Isola di Capraia) provenienti dalla forza navigante del gruppo Tirrenia, collega le sole rotte per le isole Tremiti e il collegamento merci tra Ravenna e Catania.

## Storia

### Anni trenta e quaranta
L'Adriatica di Navigazione ebbe origine con il Decreto Ministeriale del 21 marzo 1932, con il quale fu decisa la fusione di diverse compagnie di navigazione private che esercitavano collegamenti sovvenzionati nell'Adriatico e verso il Mediterraneo Orientale. Le compagnie in questione (la Puglia di Bari, la San Marco di Venezia, la Costiera e la Nautica di Fiume, la S.A.I.M. di Ancona e la Zaratina di Zara) confluirono con atto notarile del 4 aprile 1932 nella Compagnia di Navigazione Adriatica, Società Anonima. La nuova società poteva disporre di una flotta di 33 navi (11 dalla Puglia, 8 dalla San Marco, 8 dalla Costiera e le rimanenti 6 dalle altre tre compagnie), molte delle quali di recente costruzione, ed effettuava servizi sovvenzionati per un totale di circa 1 100 000 miglia all'anno, con un contributo annuo da parte dello Stato di 50 680 000 Lire.
L'assetto delle compagnie sovvenzionate fu nuovamente modificato già nel 1936, quando con i regi decreti-legge n. 2081 e 2082 del 7 dicembre 1936 il Governo italiano divise le linee da esse servite in quattro gruppi, ciascuno affidato ad una compagnia neocostituita. L'Adriatica fu liquidata e fu costituita una nuova società per azioni, l'Adriatica Società Anonima di Navigazione, con capitale sociale di 150 000 000 Lire versato in maggioranza dalla neonata Finmare; la nuova società rimase assegnataria delle linee in Adriatico e Mediterraneo Orientale, cedendo i servizi costieri in Dalmazia e nel Quarnaro alla Fiumana e incorporando nella propria flotta diverse unità provenienti dal Lloyd Triestino. Gli anni tra il 1936 e l'entrata in guerra dell'Italia non portarono avvenimenti particolarmente significativi all'Adriatica, che nel 1940 gestiva 29 linee con una flotta di 41 navi, per un tonnellaggio complessivo di 143 429 tonnellate di stazza lorda.
All'ingresso in guerra dell'Italia, 15 navi dell'Adriatica furono immediatamente requisite dalla Regia Marina, mentre diverse altre furono impiegate nei convogli militari. I servizi di linea proseguirono con grandi limitazioni: rimasero attivi solo alcuni collegamenti in Adriatico ed Egeo, via via più diradati con l'avanzare della guerra. Il conflitto ebbe un prezzo altissimo per l'Adriatica, che perse la sua flotta quasi per intero: sopravvissero al conflitto solo i piroscafi Abbazia e Campidoglio, inizialmente requisiti dagli Alleati e poi noleggiati alla Tirrenia per riattivare i collegamenti con la Sardegna, e la turbonave Gerusalemme, trovatasi in Mozambico all'ingresso in guerra dell'Italia, impiegata dagli alleati come nave ospedale e poi noleggiata all'Italia di Navigazione per effettuare i collegamenti con il Sudamerica. A partire dal 1946 l'Adriatica riprese quindi gradualmente i propri servizi con unità noleggiate da società private, alle quali si andarono ad affiancare a settembre il piroscafo Loredan, consegnato dai cantieri Breda di Marghera, e la motonave Giosuè Borsi, noleggiata dalla Tirrenia, con la quale fu riaperta la linea da Genova ad Alessandria d'Egitto. Nel 1947 la linea fu prolungata ad Haifa e Beirut grazie all'entrata in servizio del piroscafo Argentina, noleggiato dalla Tirrenia; sempre nel 1947 fu presa in consegna la turbonave Chioggia, fu recuperato il piroscafo Diana, che riaprì la linea Trieste - Alessandria d'Egitto - Beirut, e fu assegnato all'Adriatica anche il Liberty Assiria.
Nel 1948 fu completato il recupero della motonave Filippo Grimani, vennero acquisite le navi merci di tipo N3 Rovigo (già George W. Brown) e Treviso (già Samuel Samuels) e il piccolo piroscafo Pellestrina e rientrarono dal noleggio alla Tirrenia i piroscafi Campidoglio e Abbazia; grazie all'entrata in servizio di queste unità ne furono restituite alcune prese a noleggio, tra le quali la Giosué Borsi. Nel 1949 proseguirono le acquisizioni e i recuperi: fu acquistato un terzo piroscafo merci di tipo N3, ribattezzato Belluno, e furono rimesse in servizio le motonavi Barletta ed Ausonia; quest'ultima, di oltre 9 000 tonnellate di stazza lorda, era stata affondata durante la guerra mentre era in allestimento, e dopo il recupero fu ribattezzata Esperia e destinata alle linee per il Mediterraneo Orientale da Venezia e Trieste.
Al termine del 1949, l'Adriatica aveva completato un primo ciclo di ripristino dei servizi anteguerra, con 13 navi di proprietà in servizio affiancate da alcune unità merci a noleggio e due unità (Assiria e Gerusalemme) noleggiate al Lloyd Triestino.

### Anni cinquanta
Nel marzo 1949 il Governo introdusse degli incentivi alla cantieristica con la cosiddetta "legge Saragat". L'Adriatica ne approfittò ordinando due coppie di navi gemelle, due da carico (Udine e Vicenza) che entrarono in servizio già nel 1950 e due passeggeri da circa 5 000 tonnellate di stazza lorda (Enotria e Messapia), che furono consegnate nel 1951 e 1952 e furono destinate ai collegamenti con Il Pireo, Cipro e Israele con partenze alternate da Trieste e Genova. Con l'ingresso in servizio di queste unità, l'Esperia rimase in servizio sulla linea espressa Italia - Alessandria d'Egitto - Beirut (con partenze da Genova o Trieste), la motonave Barletta fu destinata al collegamento Trieste - Il Pireo - Istanbul - Izmir e la motonave Filippo Grimani alla linea Genova - Il Pireo - Istanbul - Izmir; si aggiungevano poi i piroscafi Abbazia e Campidoglio in servizio misto merci - passeggeri, altre otto navi in servizio merci (Chioggia, Rovigo, Belluno, Treviso, Loredan, Carso, Udine e Vicenza) e infine il piccolo piroscafo Pellestrina, in attività sui collegamenti da Manfredonia alle Isole Tremiti.
Nel 1954 furono riattivati i collegamenti con la Jugoslavia, con l'apertura di una linea stagionale con scali a Venezia, in Dalmazia e in Grecia fino a Heraklion, alla quale fu destinato inizialmente il piroscafo noleggiato Valfiorita e poi la motonave noleggiata dalla Tirrenia Civitavecchia. Sempre nel 1954 continuò il rinnovamento della flotta, con l'ordine ai Cantieri San Marco di Trieste di due unità gemelle (San Marco e San Giorgio) destinate alla linea celere per Grecia e Turchia, e di un'unità di dimensioni maggiori (Ausonia, di 10 900 tonnellate di stazza lorda) da affiancare all'Esperia. Le prime due entrarono in servizio nel 1956, mentre l'Ausonia fu consegnata nell'ottobre 1957, diventando la nave più grande in servizio nel Mediterraneo. L'opera di rinnovo della flotta proseguì nel 1956 con l'ordine di tre unità miste, Bernina, Brennero e Stelvio, destinate a effettuare un innovativo servizio di tipo turistico / commerciale su una linea con scali a Trieste, Venezia, Bari, Alessandria d'Egitto, Port Said, Beirut, Famagosta, Lattakia, Mersin, Rodi, Izmir, Il Pireo, Napoli, Marsiglia, Genova, Livorno e Catania. Le tre motonavi erano caratterizzate da sistemazioni per passeggeri meno lussuose rispetto a quelle delle unità di linea, avendo l'obiettivo di attirare una vasta clientela turistica.

### Anni sessanta
Nel 1958 l'Adriatica si accordò con la greca Hellenic Mediterranean Lines per collaborare a un innovativo collegamento tra Brindisi, Corfù e Igoumenitsa, che sarebbe stato esercitato da delle navi traghetto, in grado di trasportare passeggeri e autoveicoli al loro seguito. Nel 1960 entrò in servizio la Egnatia per la compagnia greca, mentre il 27 maggio 1961 fu la volta dell'Appia; si trattò del primo servizio di navi traghetto su rotte d'altura in Italia. Nel 1962 entrò poi in servizio la motonave Illiria, che sostituì la vecchia motonave Barletta sulla linea Italia - Dalmazia - Grecia. Nel giugno 1962 ebbero termine le convenzioni ventennali con lo Stato italiano, iniziate nel 1936 con scadenza 31 dicembre 1956 e prorogate prima al 30 giugno 1957 e poi al 30 giugno 1962; ne furono definite delle nuove, di durata ventennale, che furono però sottoscritte solo nel gennaio 1965. Le nuove convenzioni non prevedevano più un'integrazione del bilancio delle società partecipate dalla Finmare, tale da garantire un utile annuo di circa il 4% del capitale sociale, ma una sovvenzione di importo fisso, da ridiscutere ogni due anni. Nella stessa occasione il capitale sociale fu portato dagli iniziali 150 000 000 a 3 miliardi di Lire.
Tra il 1961 ed il 1963 furono poste in disarmo e alienate le tre unità di tipo N3, mentre entrò in servizio la motonave merci Palladio, destinata ai collegamenti con Grecia e Turchia. Tra il 1964 e il 1965 fu rinnovato il naviglio impiegato nei collegamenti con le Tremiti, con l'ingresso in linea della nuova motonave Daunia e dell'aliscafo Nibbio, costruito dai cantieri navali Rodriquez di Messina. Nel 1967 e nel 1968 le tensioni politiche nel Mediterraneo Orientale, sfociate nella guerra dei sei giorni e nella chiusura del Canale di Suez, impattarono pesantemente sui traffici della società, che per la prima volta presentò dei bilanci negativi. La situazione fu ulteriormente complicata dalla perdita di competitività dei trasporti marittimi di linea nei confronti del trasporto aereo e dalla concorrenza di diverse compagnie rivali. Per contrastare il declino dei trasporti di linea, l'Adriatica tentò di inserirsi nel mercato crocieristico, aggiungendo scali in porti turistici al servizio di linea e organizzando vere e proprie crociere nel Mar Nero; queste iniziative furono però osteggiate dagli armatori privati, già attivi nel settore dal dopoguerra.

### Anni settanta

La nave traghetto Espresso Livorno con la livrea dell'Adriatica.

All'inizio degli anni '70 il perdurante clima di instabilità politica e l'ormai dirompente successo del trasporto aereo resero non più sostenibile l'attività delle navi passeggeri di linea: l'importo delle sovvenzioni a carico dello Stato italiano verso le società della Finmare raggiunse nel 1973 i 102 miliardi di Lire, ai quali si aggiungevano gli interessi sui pagamenti anticipati dalle banche alle stesse società, resi necessari dai ritardi nei pagamenti erogati dallo Stato. Nel 1971 fu quindi costituito un gruppo di lavoro interno al Comitato Interministeriale per la Programmazione Economica (CIPE) con il compito di determinare le direttive per la riorganizzazione dei servizi marittimi di preminente interesse nazionale; le principali conclusioni furono la necessità di potenziare le linee merci esistenti e affiancarvene di nuove, dedicandosi poi al traffico crocieristico e abbandonando progressivamente i trasporti passeggeri di linea. Proprio sulle linee merci l'Adriatica introdusse le principali novità nei primi anni '70, ponendo in disarmo le ormai vetuste unità Chioggia, Udine e Vicenza e sostituendole con due unità ro-ro merci a noleggio, il Corriere dell'Est e il Corriere del Sud.
Le linee guida già descritte furono messe in atto con la legge del 20 dicembre 1974, n. 684, con la quale si diede inizio alla riorganizzazione delle linee di preminente interesse nazionale. L'Adriatica vi si adeguò definendo un programma di profondo rinnovamento della flotta: le unità passeggeri di linea (Enotria, Messapia, Illiria, San Marco, San Giorgio, Ausonia e Victoria, quest'ultima recentemente acquistata in sostituzione dell'ormai vetusta Esperia) furono gradualmente tolte dal servizio tra aprile 1975 e dicembre 1977 e fu programmato l'ingresso in linea di otto unità ro-ro (tre delle quali passeggeri), da destinare ai collegamenti con il Mediterraneo Orientale e con il Nord Europa, linee queste ultime in precedenza gestite dalla Tirrenia. Furono inoltre decisi la conversione della motonave merci Palladio in portacontenitori e l'acquisto di un secondo aliscafo da mettere in servizio per le Tremiti. Nel dicembre 1974 l'Adriatica prese a noleggio dalla Trans Tirreno Express il traghetto passeggeri Espresso Cagliari, destinato inizialmente al collegamento Ancona - Corinto - Heraklion e poi spostato alla linea Venezia - Il Pireo - Alessandria d'Egitto, mentre l'anno seguente furono presi in consegna i ro-ro merci Corriere dell'Ovest e Corriere del Nord e l'aliscafo Diomedea. Nel 1976 fu noleggiato l'Espresso Livorno, gemello dell'Espresso Cagliari, che fu destinato ai collegamenti con Cipro, Turchia e Israele; nello stesso anno entrambi i traghetti furono acquistati definitivamente.
A completamento del programma di rinnovo della flotta, l'Adriatica ordinò all'Italcantieri la costruzione di cinque ulteriori unità ro-ro, due passeggeri (gemelle dell'Espresso Cagliari) e tre merci; in attesa dell'entrata in servizio di queste unità, per le linee del Nord Europa le navi merci convenzionali ereditate dalla Tirrenia (Giosué Borsi, Cagliari e Vallisarco) furono sostituite nel 1976 con tre ro-ro di costruzione giapponese, Serenisima Express, Allemagna Express e Anglia Express. L'elevatissimo costo del nolo di queste ultime navi portò a un'inchiesta giudiziaria e al loro definitivo acquisto, due anni più tardi.
Nonostante lo sforzo di rinnovo della flotta, la scelta di puntare principalmente su unità ro-ro si rivelò sbagliata e i risultati economici conseguiti furono negativi: nel 1976 l'Adriatica perse oltre due miliardi di Lire, che aumentarono a 7 650 000 000 l'anno seguente e ad oltre 14 miliardi nel 1978. Si rese quindi necessaria una nuova riorganizzazione della flotta: la linea Brindisi - Patrasso fu potenziata, dapprima noleggiando dalla Trans Tirreno Express il traghetto Espresso Olbia e poi affiancando all'Appia l'Espresso Livorno, dopo la chiusura della linea per Israele visto il pesante passivo che generava; le linee per il Nord Europa furono assegnate alle nuove unità miste portacontainer - ro-ro Fenicia Express e Levante Express, mentre i tre ro-ro di costruzione giapponese furono spostati in Mediterraneo e l'ordine delle tre unità merci fatto all'Italcantieri cancellato. Furono poi ceduti ad altri armatori il Corriere dell'Ovest e il Corriere del Nord e le due unità di tipo "Espresso" consegnate dall'Italcantieri, Espresso Ravenna ed Espresso Venezia, furono noleggiate alla Tirrenia vista la poco favorevole situazione in Mediterraneo Orientale. Infine, nel 1978 l'Adriatica si vide assegnare i collegamenti con la Jugoslavia, fino a quel momento gestiti dalle Linee Marittime dell'Adriatico; entrarono quindi in flotta i traghetti Jacopo Tintoretto e Tiziano.

### Anni ottanta
Nel 1980 l'Espresso Livorno e l'Espresso Cagliari furono rinominati rispettivamente Espresso Grecia ed Espresso Egitto, continuando a essere impiegati sulla Brindisi - Patrasso e sulla linea per l'Egitto. Fu poi acquistata la portacontenitori Egizia, che entrò in servizio nel settembre 1980; l'anno seguente fu prima noleggiato e poi acquistato e rinominato Tiepolo il traghetto passeggeri Canguro Bianco delle Linee Canguro, destinato ai collegamenti con la Jugoslavia.
Nonostante i continui tentativi di rinnovamento della flotta e delle linee servite, i risultati economici dell'Adriatica rimasero negativi e l'esercizio 1980 si chiuse con oltre 20 miliardi di perdite. Anche negli anni seguenti le perdite rimasero molto consistenti; nonostante i tentativi di ridurre i costi, i prezzi elevati del combustibile e la crisi internazionale dei noli non consentirono di tornare a risultati positivi. Nel 1981 le perdite toccarono i 24 miliardi, che dovettero essere ripianate con una riduzione del capitale sociale e l'emissione di nuove azioni; le linee per il Nord Europa furono definitivamente sospese. Non migliorarono la situazione i frequenti scioperi, che nel 1982 portarono a ben 55 giorni di fermo per le navi dell'Adriatica. Nel 1983 fu ceduta la Palladio, che fu sostituita sui collegamenti da Venezia e Genova per Port Said, Beirut e Limassol dalle unità ro-ro merci noleggiate dal Lloyd Triestino Buona Speranza e Nuova Ventura. Sempre nel 1983 e nel 1984 il Tiepolo e l'Appia furono noleggiate al Ministero della Difesa per supportare la missione italiana in Libano e per l'espatrio dei profughi dal paese. Tra il 1984 ed il 1985 furono poste in disarmo la Allemagna Express (in seguito venduta alla Italia di Navigazione) e le motonavi Fenicia Express e Levante Express.
La legge n.856 del 5 dicembre 1986 portò a una nuova riorganizzazione della flotta Finmare; per quanto riguarda l'Adriatica, fu stabilito il rinnovo della flotta operante in Adriatico, con la sostituzione di Tiepolo, Tintoretto e Tiziano con tre nuovi traghetti passeggeri, la costruzione di due ro-ro merci e l'ordine di un nuovo traghetto e di un nuovo aliscafo da destinare alle Tremiti. Il piano industriale dell'Adriatica per il quadrienno 1987 - 1991 previde poi una forte riduzione nella forza lavoro della società, con un ampio ricorso al prepensionamento.
Nel 1989 i Nuovi Cantieri Apuania consegnarono i ro-ro merci Egizia e Fenicia, destinati alla linea merci per il Mediterraneo Orientale. Fu anche restituita dalla Tirrenia l'Espresso Ravenna, che fu rinominata Espresso Venezia e messa in servizio verso la Grecia. Furono inoltre presi in consegna dalla Fincantieri i traghetti Palladio e Sansovino, messi in servizio sulle linee per Jugoslavia e Albania, ed entrarono infine in servizio il traghetto San Domino e l'aliscafo Monte Gargano, entrambi destinati ai collegamenti per le Tremiti. L'Adriatica si vide poi assegnati i collegamenti da Trieste per Grado e l'Istria, esercitati con la motonave Dionea. Dopo più di dieci anni di perdite, nel 1989 l'Adriatica tornò finalmente a far segnare un bilancio in utile.

### Anni novanta
Nel 1990 furono conclusi accordi con il cantiere INMA di La Spezia per effettuare profondi lavori di ristrutturazione dell'Espresso Egitto, con la Fincantieri per la costruzione di una terza gemella di Palladio e Sansovino e infine con i cantieri Rodriquez di Messina per due monocarena veloci da destinare ai collegamenti in Alto Adriatico e con le Tremiti. Fu poi aperta una nuova linea merci tra Ravenna e Catania, alla quale furono destinate la Fenicia, la Nuova Ventura e la Buona Speranza, lasciando alla sola Egizia la linea per il Mediterraneo Orientale, sempre più marginale nelle strategie della compagnia.
Nel 1992, sospesi temporaneamente i collegamenti con la Jugoslavia per via dei conflitti in corso, le gemelle Palladio, Laurana e Sansovino furono spostate ai collegamenti con la Grecia, mentre l'Appia fu posta in disarmo e poi venduta. Nel 1993 furono invece vendute la Tiepolo, la Tiziano e la Nuova Ventura. Nel 1994 fu ceduta anche la Buona Speranza ed entrarono in servizio, sulla Ravenna - Catania, i ro-ro di classe Viamare Espresso Ravenna ed Espresso Catania. Nel 1993 fu definitivamente sospesa la linea per l'Egitto, attiva da più di 70 anni.
Negli anni successivi ci fu un progressivo ritiro dai collegamenti stagionali con la Grecia, nei quali la concorrenza delle compagnie private era più serrata, mentre furono privilegiate le linee verso la ex-Jugoslavia e l'Albania. Nel 1998 ci furono importanti sviluppi sul fronte societario: l'Adriatica passò infatti sotto il controllo della Tirrenia, a formazione di un gruppo che comprendeva anche le compagnie regionali Siremar, Caremar, Toremar e Saremar. Negli anni seguenti continuò il disimpegno dalle linee per la Grecia, con la vendita del traghetto Espresso Grecia nel 1999 e la definitiva sospensione del servizio nel 2000.

### Anni duemila
Nel 2000 l'Espresso Catania entrò in collisione con la motonave battente bandiera portoghese Zafir, che naufragò con la perdita di 13 membri dell'equipaggio. Nel 2001 l'Adriatica si vide assegnare dalla Tirrenia la gestione delle linee Genova - Termini Imerese e Livorno - Catania, insieme alle tre unità (Via Adriatico, Via Tirreno e Campania) su di esse impegnate. Continuò nel frattempo la contrazione dei servizi in Adriatico: nel 2001 e 2002 la Egitto Express fu noleggiata alla Hellenic Mediterranean Lines, mentre nel 2003 l'Espresso Venezia fu ceduta alla compagnia greca già proprietaria dell'Espresso Grecia. Nel 2004 l'Egitto Express fu ceduta alla Adria Ferries, che aveva in precedenza noleggiato la Sansovino; entrarono nel frattempo in flotta diverse unità della Tirrenia (Domiziana, Emilia e Flaminia), che furono impiegate sui collegamenti Ancona - Spalato e Bari - Durazzo. Nel novembre 2004 l'Adriatica cessò di esistere come compagnia indipendente, diventando una divisione della Tirrenia.

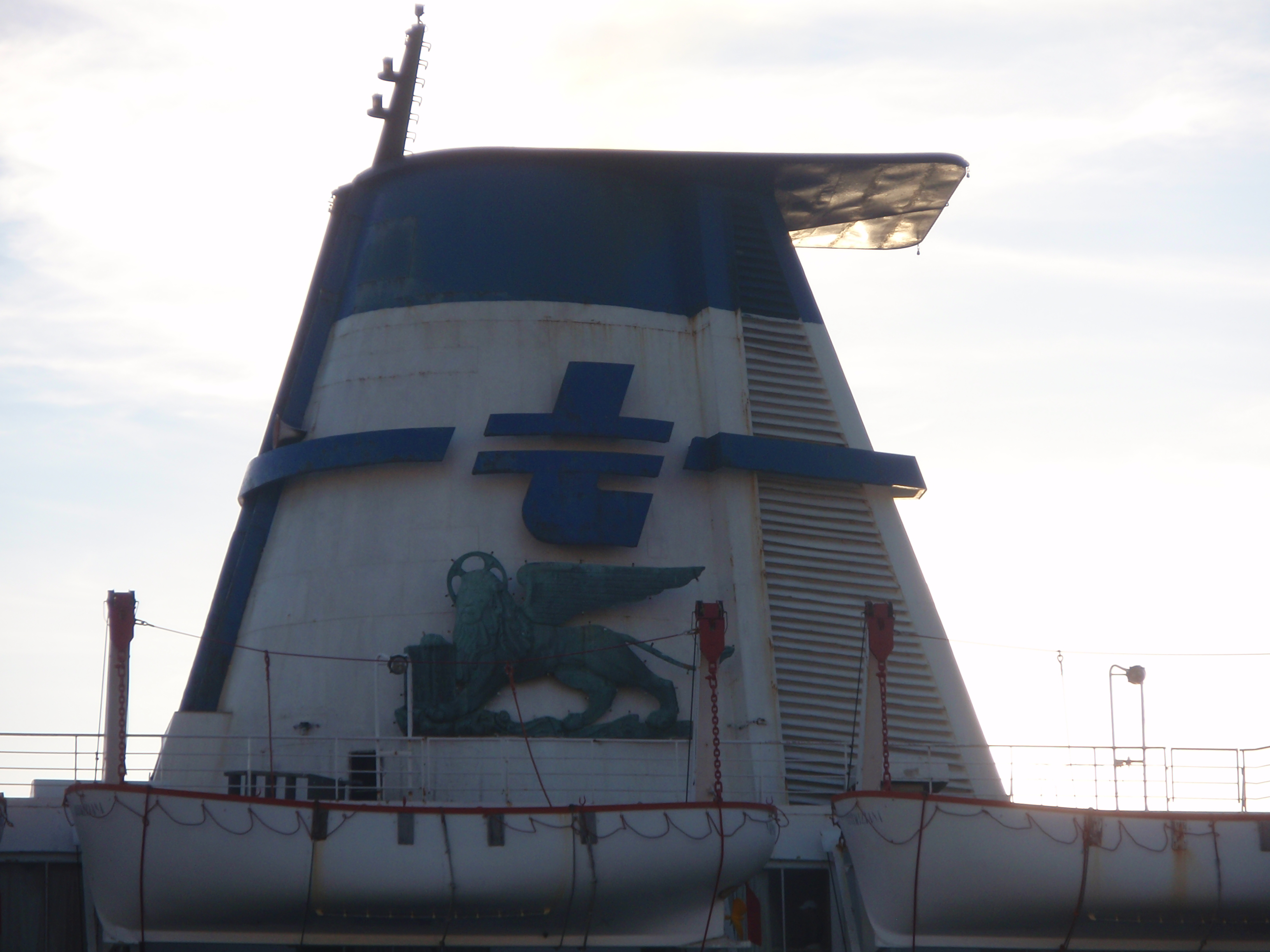
Il leone alato di San Marco simbolo dell'Adriatica di Navigazione sul fumaiolo della Domiziana

## Flotta

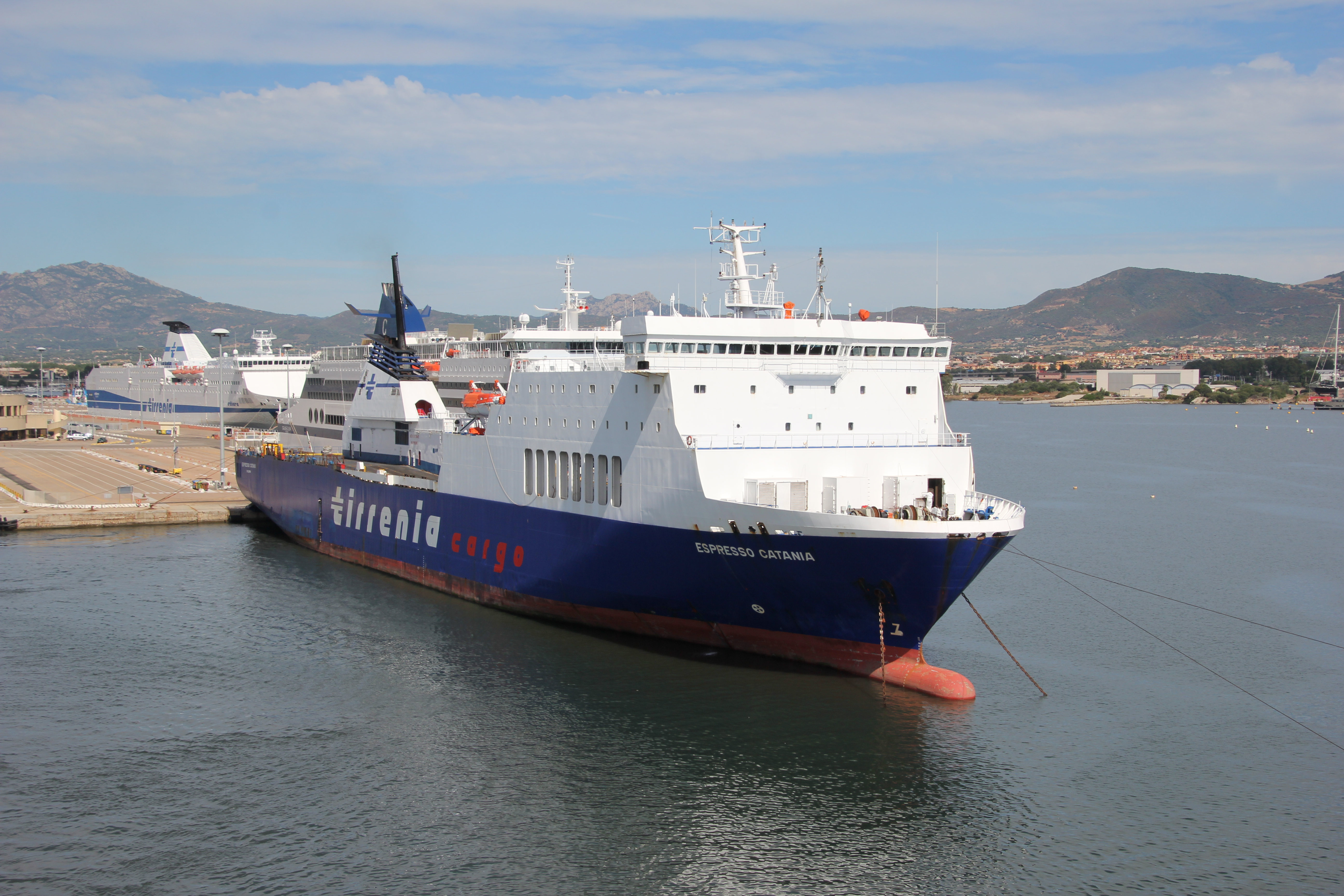
L'Espresso Catania.

Non sono comprese le unità prese a noleggio (ad eccezione di quelle in seguito acquistate) e le unità catturate da Francia e Grecia e assegnate all'Adriatica durante la seconda guerra mondiale.

### Unità entrate in servizio prima e durante la seconda guerra mondiale
La tabella seguente presenta in ordine cronologico le navi che prestarono servizio per Adriatica di Navigazione prima e durante la seconda guerra mondiale. Salvo ove diversamente indicato, tutti i dati per ciascuna nave sono tratti dalla fonte indicata nella colonna "Nome". Nel caso di navi omonime, le stesse sono distinte attraverso un numero progressivo tra parentesi.
| Classe        | Nome               | Tipo                 | Anno di costruzione | Stazza lorda (tsl) | Passeggeri | Velocità in nodi | Anni di servizio per Adriatica | Note                                            |
| ------------- | ------------------ | -------------------- | ------------------- | ------------------ | ---------- | ---------------- | ------------------------------ | ----------------------------------------------- |
| -             | Jolanda            | piroscafo passeggeri | 1901                | 211                |            | 10               | 1937 - 1945                    |                                                 |
| -             | Stampalia          | piroscafo misto      | 1907                | 1 228              |            | 9                | 1937 - 1941                    |                                                 |
| -             | Celio              | piroscafo passeggeri | 1908                | 3 872              |            | 9                | 1937 - 1940                    |                                                 |
| -             | Merano             | piroscafo passeggeri | 1909                | 3 705              |            | 12               | 1937 - 1943                    |                                                 |
| -             | Campidoglio        | piroscafo misto      | 1910                | 3 817              |            | 12               | 1937 - 1960                    |                                                 |
| -             | Abbazia            | piroscafo misto      | 1911                | 3 839              |            | 12               | 1937 - 1957                    |                                                 |
| -             | Marco Polo         | piroscafo passeggeri | 1912                | 12 272             | 374        | 17               | 1937 - 1944                    |                                                 |
| -             | Palatino           | piroscafo passeggeri | 1914                | 1 965              |            | 16               | 1937 - 1940                    | venduta per la demolizione                      |
| -             | Palestina          | piroscafo passeggeri | 1916                | 7 095              | 394        | 13               | 1937 - 1940                    | venduta al Lloyd Triestino nel 1940             |
| Pilsna        | Galilea            | piroscafo passeggeri | 1918                | 8 040              | 440        | 13               | 1937 - 1942                    |                                                 |
| Pilsna        | Gerusalemme        | piroscafo passeggeri | 1920                | 8 047              | 566        | 13               | 1937 - 1951                    |                                                 |
| -             | Albano             | piroscafo merci      | 1918                | 2 364              | -          | 9                | 1937 - 1941                    |                                                 |
| -             | Bolsena            | piroscafo merci      | 1918                | 2 384              | -          | 10               | 1937 - 1942                    |                                                 |
| -             | Iseo               | piroscafo merci      | 1918                | 2 366              | -          | 10               | 1937 - 1942                    |                                                 |
| -             | Fenicia (I)        | piroscafo merci      | 1919                | 2 584              | -          | 9                | 1937 - 1941                    |                                                 |
| -             | Esperia (I)        | piroscafo passeggeri | 1920                | 11 398             | 409        | 18               | 1937 - 1941                    |                                                 |
| -             | Duino              | piroscafo passeggeri | 1922                | 1 334              |            | 12               | 1937 - 1942                    |                                                 |
| -             | Diana              | piroscafo passeggeri | 1923                | 3 347              |            | 10,5             | 1937 - 1963                    |                                                 |
| -             | Vesta              | piroscafo misto      | 1923                | 3 351              |            | 12               | 1937 - 1944                    |                                                 |
| -             | Fiume              | piroscafo passeggeri | 1926                | 662                |            | 10               | 1937 - 1942                    |                                                 |
| Egeo          | Egeo               | motonave passeggeri  | 1927                | 3 311              | 83         | 13,5             | 1937 - 1941                    |                                                 |
| Egeo          | Rodi               | motonave passeggeri  | 1928                | 3 333              | 83         | 13,5             | 1937 - 1940                    | catturata dai britannici e in seguito affondata |
| Egeo          | Egitto             | motonave passeggeri  | 1928                | 3 329              | 83         | 13,5             | 1937 - 1942                    |                                                 |
| Egeo          | Città di Bari      | motonave passeggeri  | 1928                | 3 339              | 83         | 13,5             | 1937 - 1941                    |                                                 |
|               | Filippo Grimani    | motonavi passeggeri  | 1928                | 3 431              | 125        | 14               | 1937 - 1958                    | affondata e recuperata nel 1947                 |
| Piero Foscari | 3 423              | motonavi passeggeri  | 1928                | 1937 - 1943        | 125        | 14               |                                |                                                 |
|               | Assiria (I)        | motonavi merci       | 1928                | 2 705              | -          | 13               | 1937 - 1943                    |                                                 |
| Cilicia       | 2 747              | motonavi merci       | 1928                | 1937 - 1941        | -          | 13               |                                |                                                 |
| Caldea        | 2 703              | motonavi merci       | 1928                | 1937 - 1941        | -          | 13               |                                |                                                 |
| -             | Francesco Morosini | motonave passeggeri  | 1928                | 2 423              | 155        | 14               | 1937 - 1943                    | catturata dai tedeschi e in seguito affondata   |
| Brioni        | Brioni             | motonavi miste       | 1931                | 1 987              | 68         | 14               | 1937 - 1942                    |                                                 |
| Brioni        | Adriatico          | motonavi miste       | 1931                | 1 986              | 68         | 14               | 1937 - 1941                    |                                                 |
| Brioni        | Brindisi           | motonavi miste       | 1931                | 1 976              | 68         | 14               | 1937 - 1943                    |                                                 |
| Brioni        | Zara               | motonavi miste       | 1931                | 1 976              | 68         | 14               | 1937 - 1942                    |                                                 |
| Brioni        | Monte Gargano (I)  | motonavi miste       | 1931                | 1 976              | 68         | 14               | 1937 - 1940                    |                                                 |
| Brioni        | Barletta           | motonavi miste       | 1931                | 1 962              | 68         | 14               | 1937 - 1965<                   |                                                 |
| Brioni        | Lero               | motonavi miste       | 1931                | 1 980              | 68         | 14               | 1937 - 1942                    |                                                 |
| -             | Calitea            | motonave passeggeri  | 1933                | 4 013              | 152        | 16,5             | 1937 - 1941                    |                                                 |
| Narenta       | Narenta            | motonavi miste       | 1934                | 1 362              | 28         | 14               | 1937 - 1943                    | recuperata e demolita nel 1948                  |
| Narenta       | Loredan (I)        | motonavi miste       | 1936                | 1 356              | 28         | 14               | 1937 - 1943                    |                                                 |
| -             | Quirinale          | piroscafo misto      | 1907                | 3 779              |            | 12               | 1937 - 1943                    |                                                 |
| -             | Bosforo            | piroscafo merci      | 1929                | 3 648              |            | 12               | 1939 - 1942                    |                                                 |
| -             | Dalmatia L.        | piroscafo passeggeri | 1903                | 3 252              |            | 12               | 1940 - 1942                    |                                                 |
| -             | Calino             | motonave passeggeri  | 1940                | 5 186              |            | 17               | 1940 - 1943                    |                                                 |

### Unità entrate in servizio dopo la seconda guerra mondiale
| Classe              | Nome                  | Tipo                 | Anno di costruzione | Stazza lorda (tsl) | Passeggeri | Velocità in nodi | Anni di servizio per Adriatica | Note                                                                                          |
| ------------------- | --------------------- | -------------------- | ------------------- | ------------------ | ---------- | ---------------- | ------------------------------ | --------------------------------------------------------------------------------------------- |
| -                   | Loredan (II)          | piroscafo da carico  | 1946                | 1 638              | -          | 12               | 1946 - 1971                    |                                                                                               |
| -                   | Chioggia              | turbonave da carico  | 1947                | 3 004              | -          | 15               | 1947 - 1973                    |                                                                                               |
| -                   | Pellestrina           | piroscafo passeggeri | 1931                | 220                |            | 10,5             | 1949 - 1958                    |                                                                                               |
| Liberty             | Assiria (II)          | piroscafo merci      | 1943                | 7 159              | -          | 11               | 1947 - 1954                    | noleggiata al Lloyd triestino                                                                 |
| N3-S-A2             | Treviso               | piroscafi merci      | 1944                | 2 066              | -          | 9                | 1948 - 1958                    |                                                                                               |
| N3-S-A2             | Belluno               | piroscafi merci      | 1945                | 2 062              | -          | 10               | 1949 - 1961                    |                                                                                               |
| N3-S-A2             | Rovigo                | piroscafi merci      | 1944                | 2 061              | -          | 9                | 1949 - 1963                    |                                                                                               |
| -                   | Esperia (II)          | motonave passeggeri  | 1949                | 9 314              | 504        | 19               | 1949 - 1974                    | varata nel 1941 come Ausonia, affondata e recuperata                                          |
| Udine               | Udine                 | motonavi da carico   | 1950                | 1 358              | -          | 13               | 1950 - 1973                    |                                                                                               |
| Udine               | Vicenza               | motonavi da carico   | 1950                | 1 361              | -          | 13               | 1950 - 1973                    |                                                                                               |
| Enotria             | Enotria               | motonavi passeggeri  | 1951                | 5 173              | 282        | 16               | 1952 - 1975                    |                                                                                               |
| Enotria             | Messapia              | motonavi passeggeri  | 1952                | 5 207              | 282        | 16               | 1952 - 1975                    |                                                                                               |
| San Marco           | San Marco             | motonavi passeggeri  | 1956                | 4 754              | 203        | 18               | 1956 - 1977                    |                                                                                               |
| San Marco           | San Giorgio           | motonavi passeggeri  | 1956                | 4 754              | 203        | 18               | 1956 - 1977                    |                                                                                               |
| -                   | Ausonia               | turbonave passeggeri | 1957                | 11 879             | 599        | 21               | 1957 - 1977                    |                                                                                               |
| Bernina             | Bernina               | motonavi miste       | 1959                | 4 410              | 81         | 16,5             | 1959 - 1978                    |                                                                                               |
| Bernina             | Brennero              | motonavi miste       | 1959                | 4 407              | 81         | 16,5             | 1959 - 1978                    |                                                                                               |
| Bernina             | Stelvio               | motonavi miste       | 1959                | 4 406              | 81         | 16,5             | 1959 - 1978                    |                                                                                               |
| -                   | Appia                 | traghetto passeggeri | 1961                | 8 017              | 835        | 17               | 1961 - 1992                    |                                                                                               |
| -                   | Illiria               | motonave passeggeri  | 1962                | 3 763              | 173        | 16               | 1962 - 1975                    |                                                                                               |
| -                   | Palladio (I)          | motonave da carico   | 1963                | 3 630              | -          | 16,5             | 1963 - 1983                    | trasformata in portacontenitori nel 1976                                                      |
| -                   | Nibbio                | aliscafo             | 1964                | 133                | 120        | 36               | 1964 - 1992                    |                                                                                               |
| -                   | Daunia                | motonave passeggeri  | 1965                | 882                | 680        |                  | 1965 - 1996                    |                                                                                               |
| Corriere del Sud    | Corriere del Sud      | traghetti merci      | 1970                | 1 593              | -          | 20               | 1972 - 1978                    | noleggiate 1972 - 1974                                                                        |
| Corriere del Sud    | Corriere dell'Est     | traghetti merci      | 1970                | 1 593              | -          | 20               |                                | noleggiate 1972 - 1974                                                                        |
| -                   | Victoria              | motonave passeggeri  | 1953                | 11 694             | 471        | 19,5             | 1974 - 1977                    |                                                                                               |
| Espresso Livorno    | Espresso Cagliari     | traghetti passeggeri | 1974                | 4 686              | 835        | 22               | 1974 - 2004                    | noleggiata 1974 - 1976 rinominata Espresso Egitto nel 1980 rinominata Egitto Express nel 1991 |
| Espresso Livorno    | Espresso Livorno      | traghetti passeggeri | 1973                | 4 686              | 835        | 22               | 1976 - 2003                    | Rinominata Espresso Grecia nel 1980                                                           |
| Espresso Livorno    | Espresso Venezia      | traghetti passeggeri | 1977                | 4 810              | 835        | 22               | 1977 - 1986                    | noleggiata a Tirrenia                                                                         |
| Espresso Livorno    | Espresso Ravenna (I)  | traghetti passeggeri | 1978                | 4 811              | 835        | 22               | 1978 - 1986 1990 - 2003        | noleggiata a Tirrenia 1978 - 1986 rinominata Espresso Venezia nel 1990                        |
| RHS160              | Diomedea              | aliscafo             | 1975                | 173                |            | 35               | 1975 - 2004                    |                                                                                               |
| Corriere dell'Ovest | Corriere dell'Ovest   | traghetti merci      | 1975                | 2 639              | -          | 20               | 1975 - 1979                    |                                                                                               |
| Corriere dell'Ovest | Corriere del Nord     | traghetti merci      | 1975                | 2 639              | -          | 20               | 1975 - 1979                    |                                                                                               |
| Tomakomai Maru      | Serenissima Express   | traghetti merci      | 1976                | 6 780              | -          | 19,5             | 1976 - 1988                    | noleggiata 1976 - 1978                                                                        |
| Tomakomai Maru      | Allemagna Express     | traghetti merci      | 1976                | 6 780              | -          | 19,5             | 1976 - 1986                    | noleggiata 1976 - 1978                                                                        |
| Tomakomai Maru      | Anglia Express        | traghetti merci      | 1976                | 6 780              | -          | 19,5             | 1976 - 1988                    | noleggiata 1976 - 1978                                                                        |
| -                   | Jacopo Tintoretto     | traghetto passeggeri | 1966                | 4 439              | 414        | 18               | 1978 - 1989                    | Nel 1983 rinominata Tintoretto                                                                |
| -                   | Tiziano               | traghetto passeggeri | 1971                | 3 512              | 528        | 20               | 1978 - 1993                    |                                                                                               |
| Fenicia Express     | Fenicia Express       | portacontenitori     | 1979                | 5 843              | -          | 19               | 1979 - 1987                    | noleggiate al Lloyd Triestino dal 1984                                                        |
| Fenicia Express     | Levante Express       | portacontenitori     | 1979                | 5 843              | -          | 19               | 1979 - 1987                    | noleggiate al Lloyd Triestino dal 1984                                                        |
| -                   | Egizia                | portacontenitori     | 1970                | 9 396              | -          | 17               | 1980 - 1986                    |                                                                                               |
| -                   | Tiepolo               | traghetto passeggeri | 1968                | 5 223              | 900        | 20               | 1981 - 1993                    | Noleggiata, come Canguro Bianco, dal 1981 al 1983                                             |
| -                   | Buona Speranza        | traghetti merci      | 1976                | 2 651              | -          | 18               | 1983 - 1994                    | inizialmente noleggiate dal Lloyd triestino                                                   |
| -                   | Nuova Ventura         | traghetti merci      | 1976                | 2 651              | -          | 18               | 1983 - 1993                    | inizialmente noleggiate dal Lloyd triestino                                                   |
| Palladio            | Palladio (II)         | traghetti passeggeri | 1989                | 10 977             | 752        | 17,5             | 1989 - 2004                    |                                                                                               |
| Palladio            | Sansovino             | traghetti passeggeri | 1989                | 10 977             | 752        | 17,5             | 1989 - 2004                    |                                                                                               |
| Palladio            | Laurana               | traghetti passeggeri | 1992                | 10 977             | 752        | 17,5             | 1992 - 2004                    |                                                                                               |
| -                   | Fenicia (II)          | traghetti merci      | 1989                | 7 363              | -          | 17               | 1989 - 2004                    |                                                                                               |
| -                   | Egizia (II)           | traghetti merci      | 1989                | 7 363              | -          | 17               | 1989 - 2004                    |                                                                                               |
| -                   | San Domino            | traghetto passeggeri | 1989                | 1 379              |            | 18               | 1989 - 2004                    |                                                                                               |
| -                   | Monte Gargano (II)    | aliscafo             | 1989                | 224                |            | 37               | 1989 - 2004                    |                                                                                               |
| Aquastrada TMV 47   | Pacinotti             | traghetto veloce     | 1992                | 391                | 340        | 34               | 1992 - 2004                    |                                                                                               |
| Aquastrada TMV 47   | Marconi               | traghetto veloce     | 1992                | 391                | 340        | 34               | 1992 - 2004                    |                                                                                               |
| Viamare             | Espresso Catania      | traghetti merci      | 1993                | 14 398             | 52         | 19               | 1994 - 2004                    |                                                                                               |
| Viamare             | Espresso Ravenna (II) | traghetti merci      | 1993                | 14 398             | 52         | 19               | 1994 - 2004                    |                                                                                               |
| Viamare             | Via Adriatico         | traghetti merci      | 1992                | 14 398             | 52         | 19               | 2001 - 2004                    |                                                                                               |
| Viamare             | Via Tirreno           | traghetti merci      | 1993                | 14 398             | 52         | 19               | 2001 - 2004                    |                                                                                               |
| -                   | Canaletto             | traghetto passeggeri | 1968                | 482                | 200        | 15,5             | 1999 - 2004                    |                                                                                               |
| -                   | Campania              | traghetto merci      | 1981                | 6 226              | -          | 18,5             | 2001 - 2004                    |                                                                                               |

## Rotte effettuate

### Dalla fondazione alla seconda guerra mondiale (1937 - 1940)
Dal momento della fondazione allo scoppio della seconda guerra mondiale, l'Adriatica servì le seguenti linee:

### Nel dopoguerra (1950)
Nel 1950 la situazione delle rotte servite dall'Adriatica era la seguente:

### Nel 1966
Nel 1966 l'Adriatica effettuò servizio sulle seguenti linee: